# Puccinia sphenica
Puccinia sphenica ist eine Ständerpilzart aus der Ordnung der Rostpilze (Pucciniales). Der Pilz ist ein Endoparasit des Korbblütlers Baccharis sordescens. Symptome des Befalls durch die Art sind Rostflecken und Pusteln auf den Blattoberflächen der Wirtspflanzen. Sie ist ein Endemit Mexikos.

## Merkmale

### Makroskopische Merkmale
Puccinia sphenica ist mit bloßem Auge nur anhand der auf der Oberfläche des Wirtes hervortretenden Sporenlager zu erkennen. Sie wachsen in Nestern, die als gelbliche bis braune Flecken und Pusteln auf den Blattoberflächen erscheinen.

### Mikroskopische Merkmale
Das Myzel von Puccinia sphenica wächst wie bei allen Puccinia-Arten interzellulär und bildet Saugfäden, die in das Speichergewebe des Wirtes wachsen. Ihre Spermogonien und Aecien sind unbekannt. Die überwiegend blattunterseitig wachsenden Uredien des Pilzes sind gelb. Ihre farblosen bis gelblichen Uredosporen sind 23–26 × 18–22 µm groß, zumeist eiförmig und stachelwarzig. Die blattunterseitig wachsenden Telien der Art sind dunkel zimtbraun, kompakt und unbedeckt, sie besitzen goldene Paraphysen. Die tief goldenen bis klar kastanienbraunen Teliosporen sind zweizellig, in der Regel breitellipsoid, tailliert und 40–46 × 28–34 µm groß. Ihre Stiele sind farblos und bis zu 90 µm lang.

## Verbreitung
Das bekannte Verbreitungsgebiet von Puccinia sphenica umfasst lediglich Mexiko.

## Ökologie
Die Wirtspflanze von Puccinia sphenica ist Baccharis sordescens. Der Pilz ernährt sich von den im Speichergewebe der Pflanzen vorhandenen Nährstoffen, seine Sporenlager brechen später durch die Blattoberfläche und setzen Sporen frei. Die Art durchläuft einen Entwicklungszyklus, von dem bislang nur Telien und Uredien sowie deren Wirt bekannt sind; Spermogonien und Aecien konnten ihr nicht zugewiesen werden.